# Colonel Effingham's Raid
Pour plus de détails, voir Fiche technique et Distribution.
Colonel Effingham's Raid est un film américain réalisé par Irving Pichel, sorti en 1946.

## Synopsis
Le colonel de l'armée américaine William Seaborn Effingham, nouvellement retraité, retourne dans sa ville natale de Fredericksville, en Géorgie, en 1940. Il rencontre  Albert Marbury, journaliste pour le journal Leader et fils de son cousin issu de germain. Le lendemain, Confederate Memorial Day, le maire Bill Silk annonce qu'il a l'intention de renommer la ville Confederate Monument Square en l'honneur d'un politicien décédé sans distinction nommé Pud Toolen. Effingham persuade un Earl Hoats réticent, le rédacteur en chef du Leader, de le laisser écrire une chronique sur la guerre (gratuitement). Effingham attaque bientôt le plan du maire dans sa colonne, au grand désarroi de Hoats. Le rival News tire la majeure partie des revenus publicitaires en raison de son attitude amicale envers le gouvernement local complaisant, et Hoats avait essayé de lutter contre cela.
Silk décide d'utiliser Effingham, acceptant le plan d'embellissement de ce dernier pour la place, mais décidant également de démolir l'ancien palais de justice (et donnant à son beau-frère Bill le contrat pour ériger le nouveau). Quand Effingham apprend le plan, il se bat pour la restauration du palais de justice. Il fait appel à l'expert Major Hickock pour évaluer l'état du bâtiment. Le maire répond en convoquant une réunion municipale, espérant que personne ne se présentera. Mais Effingham alerte les habitants de la réunion dans sa chronique, et de nombreux habitants de la ville y assistent. Le maire affirme que la ville recevra 1/3 du coût payé par la Works Progress Administration si un nouveau palais de justice est construit, mais rien pour les réparations. Lorsque des questions inconfortables sont encore posées, le maire ajourne précipitamment la réunion. Effingham vérifie les affirmations et découvre que rien de ce que le maire a dit n'est vrai. Silk, cependant, refuse de convoquer une deuxième réunion.
Malgré le manque de soutien du personnel du journal, à la seule exception d'Ella Sue Dozier, Effingham ne se laisse pas décourager. Il parle aux habitants clés de la ville, mais ils refusent de l'aider et son esprit est finalement brisé. Le cousin Albert, qui s'est enrôlé dans la Garde nationale (dans le but d'impressionner Ella Sue), se rend compte qu'Effingham a raison. Lorsque l'unité locale de la Garde est appelée par le gouvernement fédéral, le maire commence à faire un discours vide, mais la foule est hostile. Albert se déchaîne, exigeant que le palais de justice soit réparé et que la place reste tranquille. Avec les habitants de la ville solidement derrière lui, il force le maire à céder à ses exigences, et les vieux amis d'Effingham admettent qu'il avait raison après tout.

## Fiche technique
- Titre original : Colonel Effingham's Raid
- Réalisation : Irving Pichel
- Scénario : Frank Gabrielson (non crédité) et Kathryn Scola d'après un roman de Berry Fleming
- Production : Lamar Trotti
- Société de production et de distribution : Twentieth Century Fox
- Musique : Cyril J. Mockridge
- Photographie : Edward Cronjager
- Montage : Harmon Jones
- Direction artistique : Albert Hogsett et Lyle R. Wheeler
- Décorateur de plateau : Thomas Little
- Costumes : Kay Nelson et Sam Benson (non crédité)
- Pays d'origine : États-Unis
- Format : Noir et blanc - 35 mm - 1,37:1 - Son : Mono (Western Electric Recording)
- Genre : Comédie
- Durée : 72 minutes
- Dates de sortie : 
  - États-Unis : 24 janvier 1946 (première à Atlanta)

## Distribution
- Charles Coburn : Colonel Will Seaborn Effingham
- Joan Bennett : Ella Sue Dozier
- William Eythe :  Albert 'Al' Marbury
- Allyn Joslyn : Earl Hoats
- Elizabeth Patterson : Cousin Emma
- Donald Meek : Doc Buden
- Frank Craven : Dewey
- Thurston Hall : Ed, le maire
- Cora Witherspoon : Mme Clara Meigs
- Emory Parnell : Joe Alsobrook
- Henry Armetta : Jimmy Economy
- Stephen Dunne : Professeur Edward 'Ed' Bland
- Roy Roberts : Capitaine Rampey
- Charles Wagenheim : Participant à la réunion en ville
- Clinton Rosemond : Serviteur